# Arrondissement de Cologne
Das Arrondissement de Cologne, ein in Kantone gegliederter Verwaltungsbezirk des Département de la Roer, der von 1798 bis 1814 bestand, war eine kurze Episode in der Geschichte Kölns.

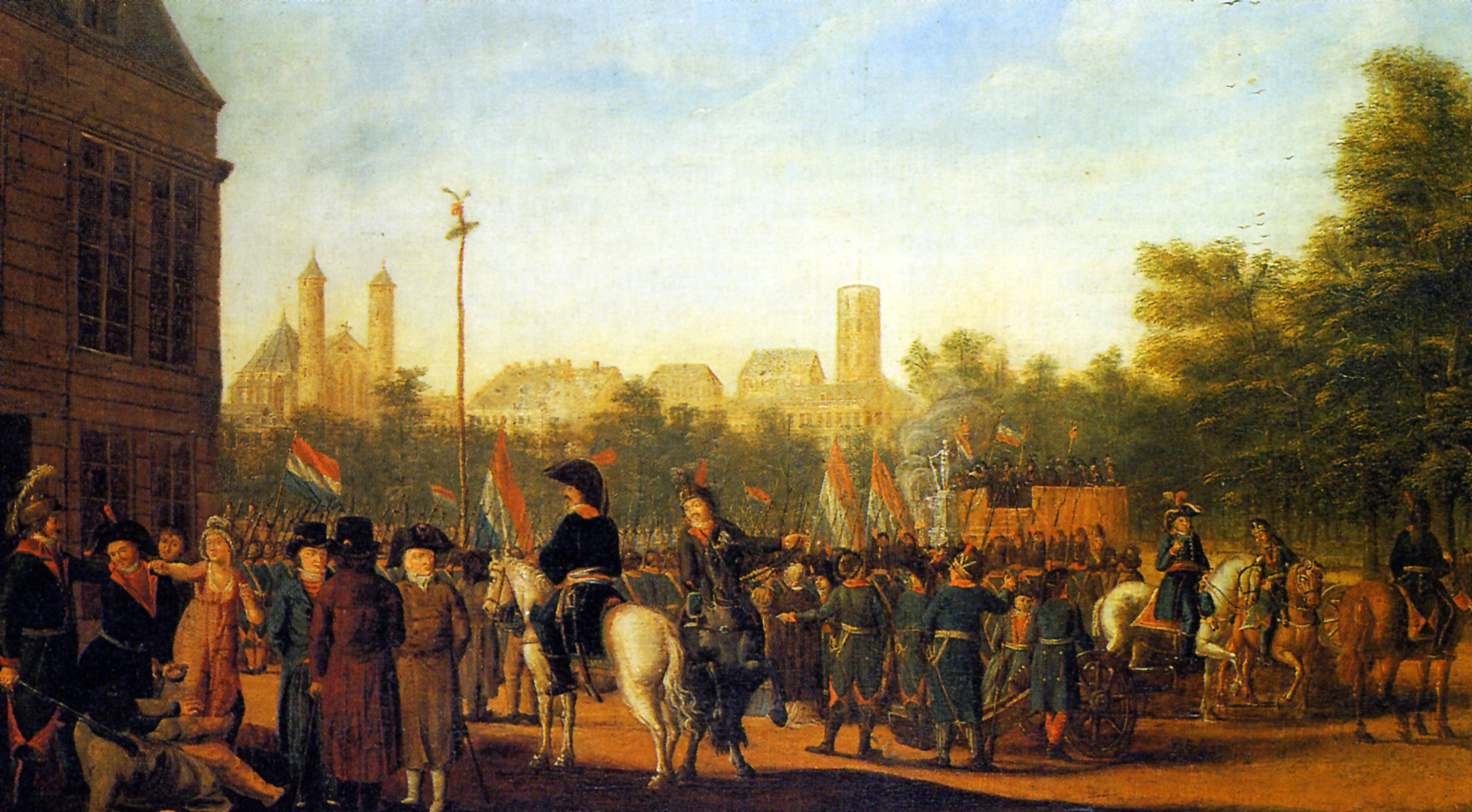
Franzosen errichten einen Freiheitsbaum auf dem Neumarkt, Köln, 1794

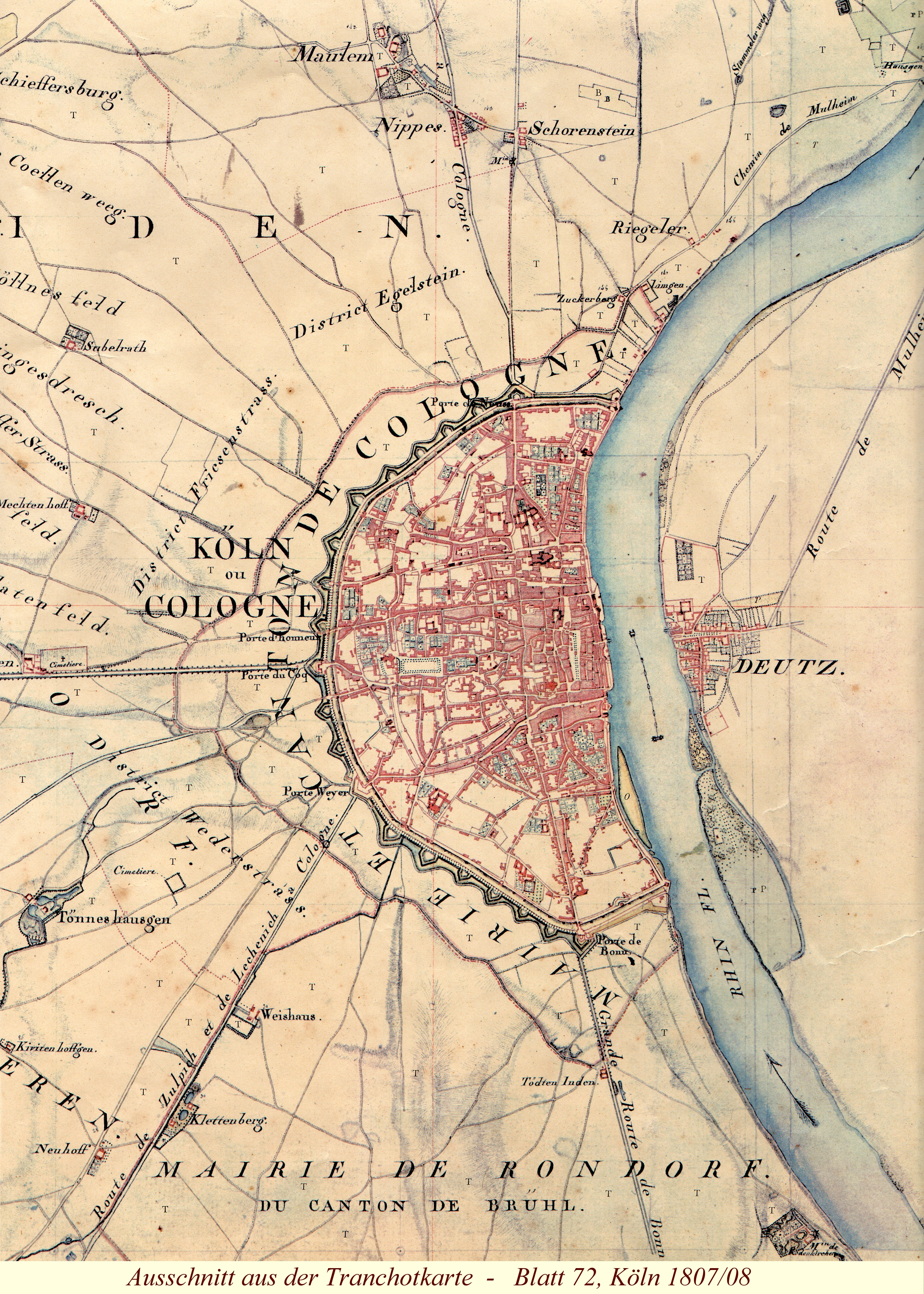
Canton de Cologne mit Teilbereichen des Kantons Weiden um 1810

## Entstehungsgeschichte

### Besetzung, Annexion und anerkannte Eingliederung
Die Besetzung linksrheinischer Gebiete durch französische Revolutionstruppen erfolgte im Spätherbst 1794. Diese Annexion wurde im Frieden von Campo Formio (1797) vorläufig und dann endgültig in dem geschlossenen Frieden von Lunéville (1801) anerkannt.
Die in dieser Zwischenzeit liegenden, strukturellen Gebietsregulierungen basierten im Wesentlichen auf den Planungen und Vorschlägen zu einer Neugliederung der eroberten Territorien, die durch den Regierungskommissar und Richter am Kassationshof François Joseph Rudler erarbeitet worden waren. Der dann an den Rhein entsandte Elsässer Rudler gliederte die der Republik Frankreich einzuverleibenden Gebiete nach dem Vorbild der französischen Provinzen (nach 1789) in Départements, die die bisherigen Formen der feudalistischen Gebietsverwaltungen aufhoben und schrittweise eine Angleichung der rheinischen an die französische Rechtsordnung herbeiführten.
Das Friedensabkommen von Lunéville brachte 1801 die völkerrechtlichen Voraussetzungen für die am 23. September 1802 formell vollzogene Gleichstellung der neuen rheinischen Departements mit den alten französischen Verwaltungseinheiten.

### Verwaltungsstrukturen und Reformen

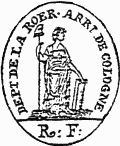
Stempel des Arrondissement de Cologne

Zu den wichtigsten Merkmalen der Neugliederung gehörte die Einführung der Departementverfassung 1798. Das eroberte Land war in vier Departements unterteilt worden, deren Verwaltung aus fünf Mitgliedern eines eigens gebildeten Direktoriums bestand, aus dem in jährlichem Wechsel einer von ihnen zum Präsidenten gewählt wurde. Unterhalb dieser Verwaltungsebene befanden sich die Kantone, die mit ihren Munizipalitäten die (vorläufig) nächste Verwaltungsgliederung darstellten. An der Spitze der Munizipalverwaltungen standen die Munizipalagenten, die sich aus den zugehörigen Gemeinden rekrutierten. Beide Verwaltungsebenen, Departements- und Kantonsverwaltungen wurden durch Regierungskommissare überwacht.
Die napoleonische Reform vom Februar des Jahres, die im Mai 1800 in Kraft trat, formte die Verwaltungsstruktur zu einer zentralistisch und hierarchisch geprägten Organisation. An die Spitze der Departements, deren Gebietsfestlegung unverändert blieb, traten Präfekten, denen assistierend Präfektur- und Generalräte zur Seite gestellt wurden. Letzteren unterstand die Zuständigkeit für die Verwaltungsgerichtsbarkeiten und für die Belange des Steuerwesens.
Die Departements erhielten nun eine weitere Untergliederung und wurden in Arrondissements unterteilt, die von Unterpräfekten geleitet wurden, denen Arrondissementsräte zugeordnet wurden.
Auch auf der kommunalen Ebene erfolgten Veränderungen. In den Kantonen wurde die große Anzahl der Gemeinden, die oft auch aus sehr kleinen Zusammenschlüssen bestanden, auf Anordnung der Präfektur in ihrer Anzahl verringert und zu Bürgermeistereien, die als Mairien bezeichnet wurden, vereinigt. Der jeweilige Maire, dem ein Munizipalrat beigeordnet wurde, war dem Unterpräfekt (sous-préfet) unterstellt wie dieser dem Präfekten.

#### Recht und Gesetz

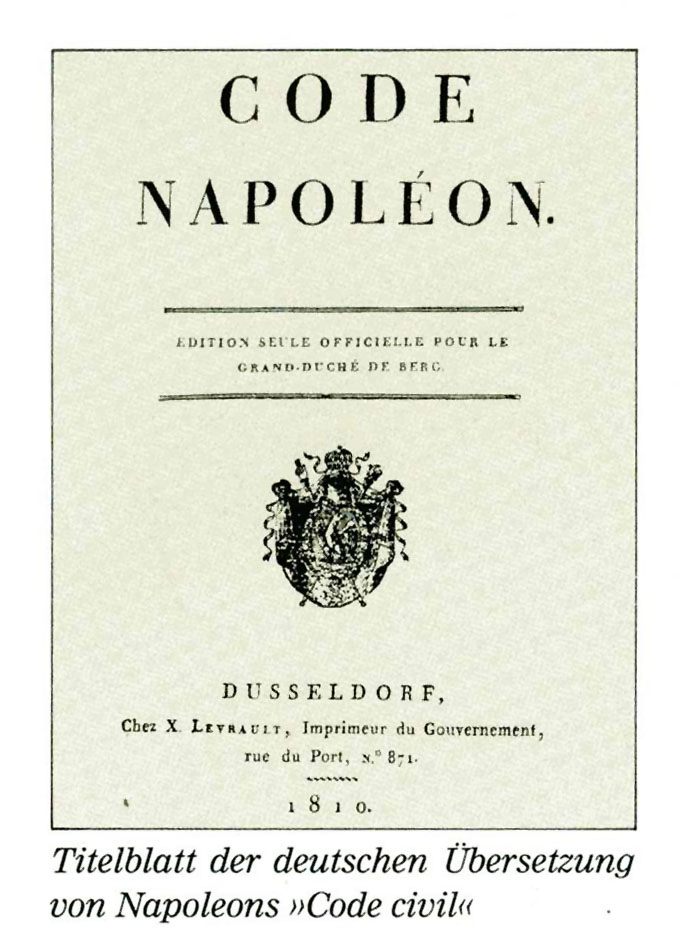
Erste Seite der deutschen Ausgabe des Gesetzestextes 1810

Ebenso wie die Gliederung der Verwaltungsstrukturen erfolgte die Organisation der Gerichtsverfassung. Sie bestimmte als unterste Instanz in jedem Kanton ein mit einem Richter besetztes Friedensgericht, das für die Bagatellgerichtsbarkeit in Zivil- und Strafsachen zuständig war.
Ein in den Arrondissements eingerichtetes Tribunal wurde mit drei bis fünf Richtern ausgestattet und war zuständig für alle Streitfragen und Strafsachen, die nicht in die Kompetenz der Friedensgerichte fielen. Zusätzlich nahm das Tribunal als Appellationsgericht die gegen die Entscheidungen der Friedensgerichte angestrengten Revisionen an.
Gegen die vor den Tribunalen ergangenen Urteile konnte bei den Appellationshöfen Berufung eingelegt werden. Für alle linksrheinischen Gerichte war bis 1805 in Trier der einzige Appellationshof, danach gingen die Appellationen aus dem Rurdepartement an den Appellationshof in Lüttich. Das dortige mit zwölf Geschworenen und zwölf Berufsrichtern besetzte Gericht war die letztmögliche Instanz. Gegen ein dort gefälltes Urteil war keine Revision möglich, nur noch das Gesuch (Coram nobis) der Annullierung beim Kassationshof (Cour de cassation) in Paris.
Auf den Rechtsgebieten fanden die Errungenschaften der Revolutionszeit in den „Cinq codes“ des napoleonischen Kaiserreiches ihre Vollendung mit dem Code civil (auch „Code Napoléon“, dem bürgerlichen Recht) von 1804,
dem Zivilprozessrecht von 1807, dem Handelsrecht von 1808, dem Strafprozessrecht von 1809 und dem Strafrecht von 1811.

### Kantone und Mairien

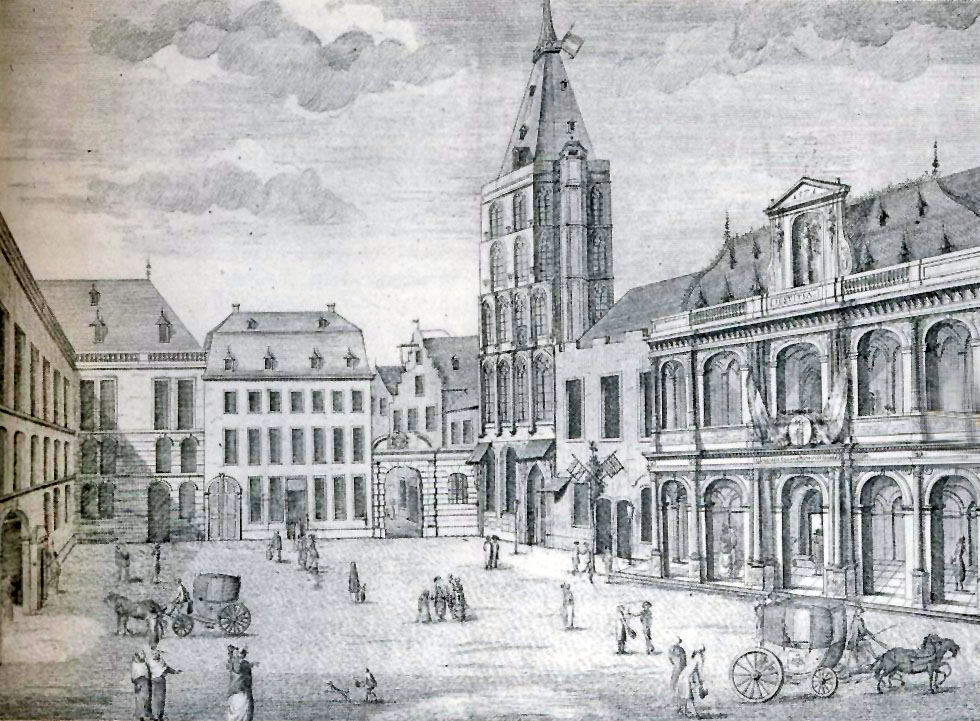
Rathaus mit den Emblemen der Französischen Republik

Das Arrondissement war in zehn Kantone gegliedert. Es hatte etwa 137000 Einwohner in ursprünglich 290 Gemeinden. Im Februar 1800 wurde eine neue Gemeindeverfassung eingeführt, seitdem stand ein Bürgermeister (Maire) an der Spitze einer Bürgermeisterei (Mairie). In der Regel wurden mehrere Gemeinden zu einer gemeinsamen Bürgermeisterei zusammengefasst. Die Präfekten unterstanden nunmehr, wie ihre Amtskollegen in den französischen Departements, direkt den Pariser Ministerien. Mehrere spätere Änderungen betrafen lediglich den Geschäftsverteilungsplan innerhalb der Präfekturen.
| Kantone   | Mairien (Bürgermeistereien)                                                                                         |
| --------- | --- |
| Bergheim  | Bedburg, Bergheim, Esch, Hüchelhoven, Kaster, Königshoven, Paffendorf, Pütz                                         |
| Brühl     | Brühl, Hersel, Hürth, Rondorf, Sechtem, Waldorf                                                                     |
| Dormagen  | Dormagen, Nettesheim, Nievenheim, Rommerskirchen, Stommeln, Worringen, Zons                                         |
| Elsen     | Bedburdyck, Elsen, Evinghoven, Frimmersdorf, Garzweiler, Grevenbroich, Gustorf, Hemmerden, Hülchrath, Wevelinghoven |
| Jülich    | Hambach, Hasselsweiler, Jülich, Mersch, Rödingen, Steinstraß, Tetz, Titz                                            |
| Kerpen    | Blatzheim, Buir, Heppendorf, Kerpen, Sindorf, Türnich                                                               |
| Köln      | Köln |
| Lechenich | Erp, Friesheim, Gymnich, Lechenich, Liblar, Lommersum, Weilerswist                                                  |
| Weiden    | Efferen, Frechen, Freimersdorf, Longerich, Lövenich, Müngersdorf, Pulheim                                           |
| Zülpich   | Enzen, Euskirchen, Frauenberg, Kommern, Nemmenich, Satzvey, Sinzenich, Wachendorf, Wichterich, Zülpich              |

### Die Unterpräfekten
Nach dem Beschluss der Konsuln vom 22. Juli 1800 über die Ernennung des Präfekten, der Präfekturräte und der Unterpräfekten des Roerdepartements, übernahm nach seiner Vereidigung als erster Unterpräfekt des Arrondissements Köln August Sybertz, der zuvor als Sektionspräsident des Ziviltribunals des Roerdepartements fungiert hatte, sein Amt. Dies bekleidete er bis zum 7. November 1804.
Nachfolger von August Sybertz wurde im November 1804 der ehemalige Ratsherr und Bürgermeister der Stadt Köln, Reiner Josef Klespé. Er war derjenige, der 1794 dem französischen General Jean-Étienne Championnet am Schlagbaum des Hahnentores symbolisch die Stadtschlüssel überreicht hatte.

### Verwaltungsaufgaben des Arrondissements
Finanzen und Handel
- Steuerwesen, Verpachtung der Domänengüter, Listungen über Güter und Einkünfte der Kirchenfabriken im Arrondissement, Erfassung der Versteigerungen, Verkäufe und Verpachtungen, Verpachtung der Gebühreneinnahme und der Rechte an der fliegenden Brücke, Kapitalien, Übersicht über Gemeindewaldungen ihrer Einnahmen und Ausgaben, Schulden der Gemeinden, Einrichtung der Handelskammer Köln, Listung der reichsten Kaufleute im Arrondissement und der Höchstbesteuerten in den Kantonen mit ihren Steuerleistungen, Wahl der Mitglieder des Handelsgerichtes, Erfassung der Ernteerträge im Arrondissement; Bildung des Gewerbegerichtes und Wahl der Mitglieder, Listung der Fabrikanten, Unterhaltung der Kräne und Werften in Köln, Einrichtung eines Freihafens, Verlegung der Zolllinie in den Kölner Hafen 1802, Überwachung des eingeführten Rheinzolles, der Gewerbefreiheit, Kontrollen der eingeführten einheitlichen Maße und Gewichte, Pflege der Forste und Holzverkäufe, Verpachtung von Jagden, Fischerei und Mühlen

Kommunales
- Vermessungen in Arrondissement durch Geometer, Gehälter, Erfassung der Bevölkerungszahl der Kantone im Arrondissement, Listung der „Patentwürdigen Juden“, Verkauf und Verpachtung von Gemeindegütern, öffentliche Wohltätigkeit, Unterhaltung der Kommunalpolizei sowie der Arresthäuser, die Benennung von Straßen, Plätzen und die Nummerierung der Häuser in Köln, Vergabe öffentlicher Arbeiten (Reparaturen, Bauten, Abbruch usw.) innerhalb und außerhalb Kölns, Deichbauten, Rheinfähren im Arrondissement, Brücken- und Wegebau, Wasserläufe, Wassermühlen, Schiffsmühlen, Bau von Friedhofanlagen außerhalb der Wohngebiete

Soziales
- Erstellung von Namenlisten der praktizierenden Ärzte, Wundärzte, Hebammen und Genehmigungen zur Berufsausübung, Verfügungen zu Krankheiten und Epidemien wie Pockenschutzimpfungen, Umwandlung einiger geistlicher Einrichtungen in Hospitäler oder Lazarette, Berichterstattung der Hospitalverwaltung über ihre Anstalt, Erfassung der Hospitäler im Arrondissement und Belegungswerte, Listung des Gesundheitspersonals, Einrichtung von Zentralwohltätigkeitsbüros in den Kantonen, Ernennung von Mitgliedern der Wohltätigkeitsbüros, Erfassung der Findelkinder und Waisen im Arrondissement

Militärwesen
- Auflistung der jährlichen Ausgehobenen (Levée en masse) im Arrondissement, Dokumentation der Fouragelieferungen für Magazine bzw. Geldzahlungen, Herrichtung von zu Veteranenlagern im Arrondissement

Allgemeines
- Aktenanlagen der Unterpräfektur, Anlage von Briefausgangsbüchern, Überführung von Archivakten der alten Archive und Unterbringung, Aufbewahrung der alten Gerichtsarchive, Beamtungen, Listung der Maires und Adjunkten, Vorschlagslisten für die Ernennung von Munizipalräten, Haushalt und Rechnungswesen. Weitere Angaben zu Säkularisation, Domänengütern, Steuern, Wahlen, Bevölkerungslisten, Landwirtschaft und Viehzucht

Bildungswesen
- Für das Arrondissement wurden eine Anzahl weiterer Aufgaben und Vorgänge aufgelistet: Anstellung von Lehrern der Primarschulen (sehr unvollständig), Errichtung einer Sekundärschule im Kanton Brühl, im Kanton Elsen, im Kanton Jülich, im Kanton Köln (=Mairie Köln). Errichtung einer Normalschule und eines Lyzeums, Einrichtung von Sekundärschulen, Ernennung von Professoren und Mitgliedern der Schulverwaltungskommission, Besoldung, Herrichtung des ehemaligen Jesuitengymnasiums (Köln) als Sekundarschule 2. Grades, Verwaltung der Güter und Einkünfte der Zentralschule (Nachfolger der alten Universität zu Köln) und der beiden Sekundarschulen. Angaben über die Einrichtung des ehemaligen Weisfrauenklosters zu Schulzwecken, die Erbauung eines Schulhauses mit Mädchenpensionat in der Pfarre St. Kolumba und die Beibehaltung der Ursulinenschule in Köln für den Unterricht der weiblichen Jugend.[8]

Bodendenkmalpflege
- Im Rahmen des Bildungswesens (enseignement) wurde der bereits 1798 zum Conservateur des monuments zunächst für Köln ernannte Ferdinand Franz Wallraf mit dem Runderlass des Unterpräfekten zum Schutz der Bodendenkmäler vom 25. April 1807 auch für das Arrondissement zuständig.[9]

## Ende des Arrondissements
Mit dem Beginn der Franzosenzeit in Köln war die Jahrhunderte andauernde Herrschaft des Rates unterbrochen worden. Seitdem war das Kölner Rathaus Besitz des französischen Staates. Der Kaiserhof zu Wien, der der Abtretung des Rheinlandes an Frankreich mit dem „Frieden von Lunéville“ 1801 mit der Unterschrift Franz II. zugestimmt hatte, sollte für Kölns Geschichte erneut bedeutsam sein. Mit den Abmachungen des Wiener Kongresses 1815 gehörte die Stadt Köln dann zu Preußen und das Rathaus wurde wieder Sitz des Rates.